# Görkem Sevindik
Görkem Sevindik (* 17. Oktober 1986 in Adana) ist ein türkischer Schauspieler.

## Leben und Karriere
Sevindik wurde am 17. Oktober 1986 in Adana geboren. Er studierte am Kunstzentrum Müjdat Gezen Sanat Merkezi. Sein Debüt gab er 2011 in der Fernsehserie Tal der Wölfe – Hinterhalt. Danach trat er in Kalbim Seni Seçti auf. Seinen Durchbruch hatte er 2017 in der Serie Söz. 2020 war er in der Serie Ramo zu sehen. Seine erste Hauptrolle bekam er 2021 in Kahraman Babam. 2022 spielte er in Erkek Severse die Hauptrolle.

## Filmografie
Filme
- 2022: Bandırma Füze Kulübü

Serien
- 2011–2016: Tal der Wölfe – Hinterhalt
- 2017–2019: Söz
- 2020: Ramo
- 2021: Mavera
- 2021: Kahraman Babam
- 2022: Erkek Severse
- seit 2023: Ateş Kuşları